# Seszele
Seszele (fr. i ang. Seychelles, sesz. Sesel), oficjalnie: Republika Seszeli – państwo wyspiarskie na Oceanie Indyjskim, ok. 1600 km od wybrzeży Afryki, położone na północny wschód od Madagaskaru. Najbliższe państwa i terytoria zamorskie to Mauritius i Reunion na południu oraz Malediwy na północnym wschodzie.

## Historia

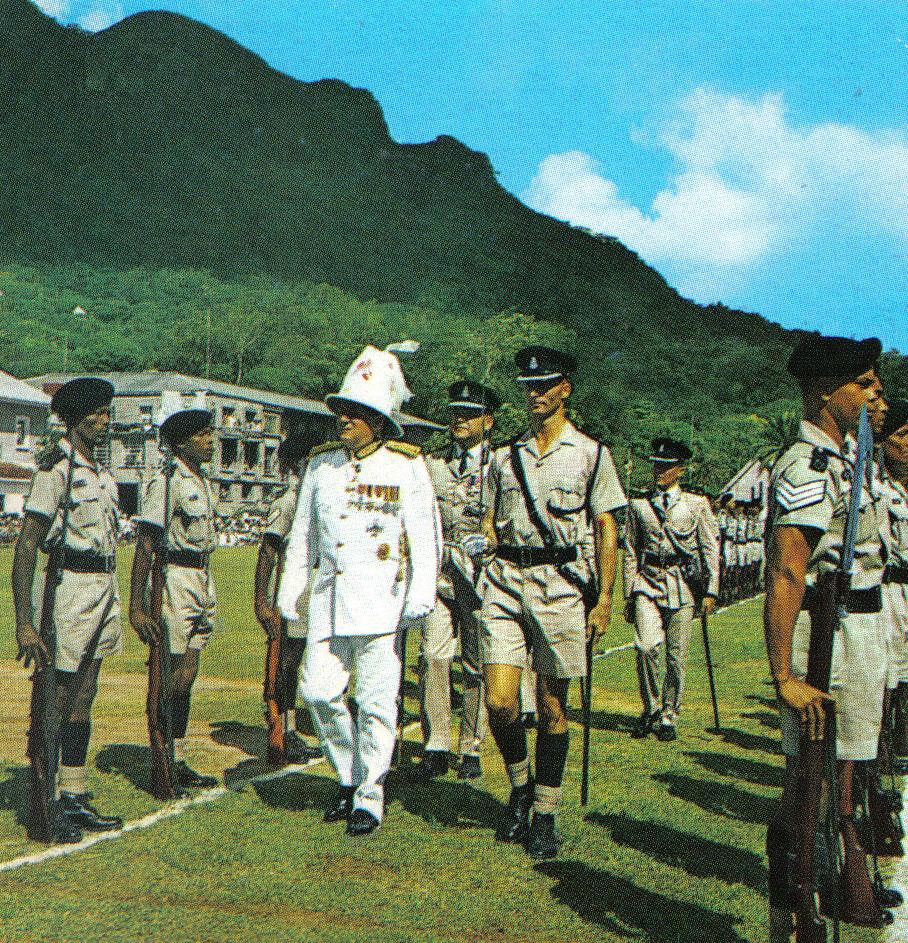
Brytyjski gubernator kolonii dokonuje przeglądu seszelskiej gwardii honorowej w 1972 roku

Wyspy były pierwotnie niezamieszkane. Od X wieku były odwiedzane przez kupców arabskich. Na początku XVI wieku zostały odkryte przez Portugalczyków dla Europy. Od końca XVII do początku XVIII wieku stanowiły schronienie piratów europejskich. W połowie XVIII wieku archipelag został anektowany przez Francję. Nazwa wysp pochodzi od nazwiska francuskiego ministra finansów na dworze króla Ludwika XV, Jeana Moreau de Séchelles. W 1756 roku przybyli tu pierwsi osadnicy francuscy, którzy następnie sprowadzili na miejsce niewolników. Od 1794 roku Seszele znajdowały się pod okupacją Wielkiej Brytanii. W 1814 roku przynależność wysp została prawnie usankcjonowana przez traktat paryski. Kultura i język francuski pozostały dominujące. W 1903 roku stały się odrębną kolonią z gubernatorem (wcześniej zarządzane były przez władze Mauritiusu). Zniesienie niewolnictwa w Imperium Brytyjskim w 1833 roku doprowadziło do imigracji na wyspy ludności hinduskiej. Na początku XX wieku zaczęli napływać Arabowie z Mauritiusa. W 1964 roku powstały pierwsze krajowe partie polityczne: Zjednoczona Partia Ludowa Seszeli (SPUP) i Seszelska Partia Demokratyczna (SDP). SPUP miała socjalistyczny charakter a jej przywódcą był France-Albert René. SDP z kolei prezentowała program centroprawicy a jej liderem pozostawał James Mancham. Od 1970 roku Brytyjczycy zwiększali udział przedstawicieli Seszeli we władzach kolonii. Wybory do Rady Rządzącej wygrała SDP a premierem został Mancham.
W 1975 roku kraj uzyskał autonomię, rok później niepodległość w ramach brytyjskiej Wspólnoty Narodów. Prezydentem republiki został Mancham, premierem z kolei René. W 1977 roku SPUP pod wodzą René przeprowadziło bezkrwawy zamach stanu. Partia przemianowana w 1978 roku na Ludowy Front Postępowy Seszeli sprawowała monopartyjne rządy. Prezydentem i jednoczesnym szefem rządu pozostawał René. W 1979 roku rząd powstrzymał próbę inwazji na kraj (zanim się rozpoczęła), którą obalony Mancham chciał przeprowadzić z pomocą amerykańskich dyplomatów w Kenii i na Seszelach (a według niektórych źródeł także rządu Francji). W latach 80. doszło do kilku nieudanych zamachów stanu. Część z nich była zorganizowana z udziałem apartheidowskiego RPA co potwierdziło niezależne dochodzenie ONZ. Według niektórych źródeł w próby obalenia rządu zaangażowana była również CIA. W latach zimnej wojny Seszele pozostały neutralne i lawirowały między Zachodem a ZSRR. W 1991 roku pod naciskiem opozycji rząd zainicjował proces demokratyzacji. W 1993 roku wprowadzono nową konstytucję, jednocześnie odbyły się wybory parlamentarne i prezydenckie. Zwycięstwo w nich odniósł René i jego partia (ponad 50% mandatów w parlamencie). Prezydent ustąpił z urzędu w 2004 roku, władzę po nim objął dotychczasowy wiceprezydent James Michel.

## Polityka
Seszele są republiką. Prawo wyborcze posiada każdy mieszkaniec powyżej 17. roku życia. System prawny bazuje na angielskim prawie zwyczajowym i francuskim prawie cywilnym.

### Władza wykonawcza
Prezydent Seszeli, który jest także głową rządu jest wybierany w wyborach powszechnych na pięcioletnią kadencję. 
Prezydent France-Albert René został wybrany demokratycznie po reformach konstytucyjnych w 1992, ale władzę w państwie posiadał już od 1977. Ustąpił ze stanowiska w 2004 na korzyść swojego wiceprezydenta, Jamesa Michela. 
Głową państwa jest Wavel Ramkalawan. Gabinet składa się z ministrów asygnowanych przez prezydenta.

### Władza ustawodawcza
Parlament seszelski nosi nazwę Zgromadzenia Narodowego, składa się z 35 członków, z których 25 jest wybieranych bezpośrednio, podczas gdy pozostałe 10 osób zostaje wyznaczonych proporcjonalnie przez partie, które zdobyły ponad 9% głosów. Kadencja parlamentu trwa 5 lat.

Wyniki wyborów w dniach 4–6 grudnia 2002: SPPF 54,3%, SNP 42,6%, SDP 3,1%, SDA, 0,3%; miejsca zdobyte bezpośrednio – SPPF 18, SNP 7; miejsca ustalone przez partie – SPPF 5, SNP 4.
Główne partie polityczne to:
- Seychelles National Party (SNP)
- People’s Party (PP)
- Seychelles Democratic Party (SDP)

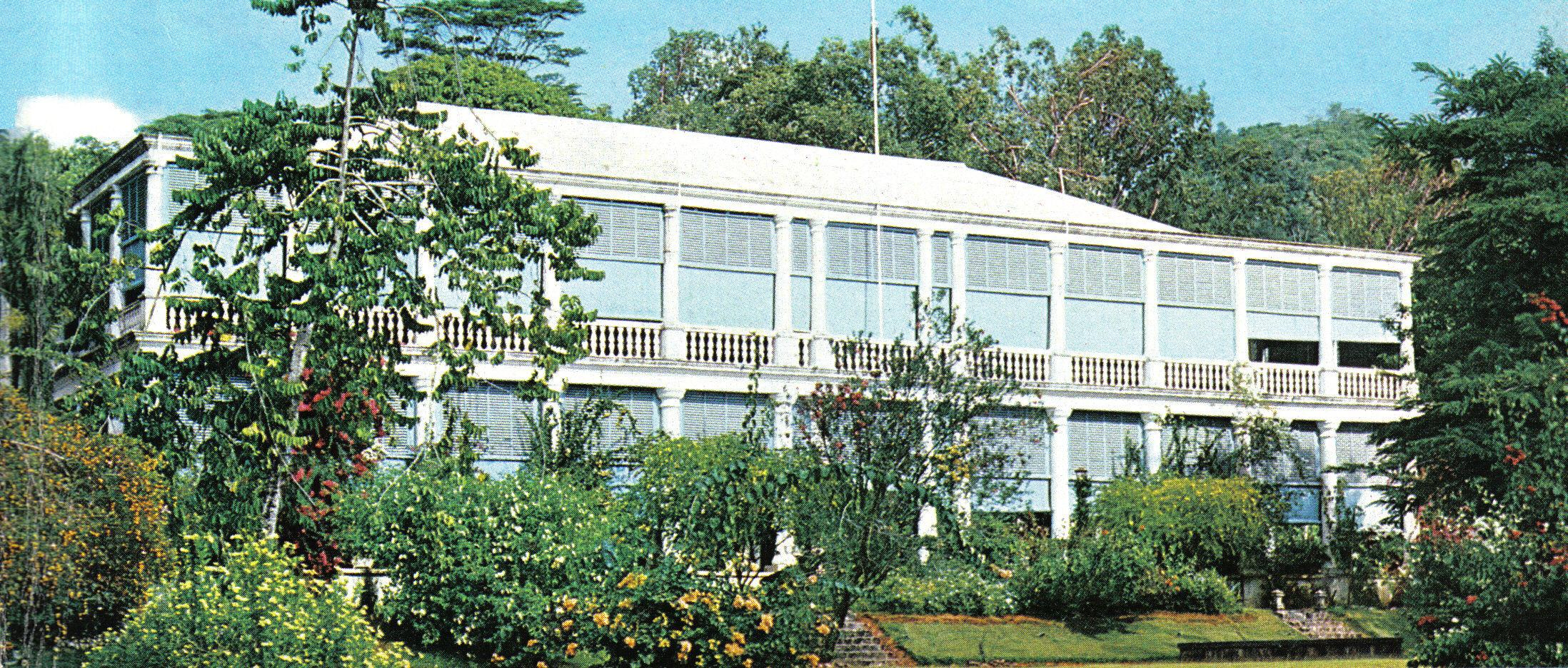
State House w Victorii – siedziba prezydenta

Władza sądownicza: Sąd Najwyższy i Sąd Apelacyjny, sędziowie wybierani są przez prezydenta.

### Członkostwo w organizacjach międzynarodowych
Seszele należą do następujących organizacji: ACCT, ACP, AfDB, Wspólnota Narodów, ECA, FAO, G-77, IBRD, ICAO, ICFTU, Czerwony Krzyż, IFAD, IFC, ILO, IMF, IMO, InOC, Interpol, MKOL, ISO (korespondent), NAM, OAU, OPCW, SADC, UN, UNCTAD, UNESCO, UNIDO, UPU, WCL, WHO, WMO, WToO, WTrO (kandydat).

## Podział administracyjny
Seszele są pod względem administracyjnym podzielone na 25 jednostek nazywanych dystryktami:
| - Anse aux Pins - Anse Boileau - Anse Etoile - Anse Louis - Anse Royale - Baie Lazare - Baie Sainte Anne | - Beau Vallon - Bel Air - Bel Ombre - Cascade - Glacis - Grand' Anse (Mahé) - Grand' Anse (Praslin) | - La Digue - La Riviere Anglaise - Les Mamelles - Mont Buxton - Mont Fleuri - Plaisance - Pointe La Rue | - Port Glaud - Roche Caiman - Saint Louis - Takamaka |

## Warunki naturalne

### Geografia

Panorama Seszeli z wyspy Mahe

Seszele stanowią grupę 115 wysp pochodzenia wulkanicznego i koralowego na Oceanie Indyjskim. Dwa główne archipelagi kraju to Wyspy Wewnętrzne i Wyspy Zewnętrzne. Tylko 33 wyspy są zamieszkane. Największa z wysp to Mahé (144 km²) i na niej znajduje się stolica kraju Victoria oraz zamieszkuje na niej ponad 80% ludności. Pozostałe większe wyspy to Praslin (38,8 km²), Silhouette (20,7 km²) i La Digue (10,4 km²). Wyspy Seszeli można podzielić na dwa rodzaje ze względu na budowę i pochodzenie. Wyspy wulkaniczne (w liczbie 32), zbudowane z zasadowych skał wulkanicznych są większe, mają urozmaiconą rzeźbę wyżynno-górzystą z płaskimi wybrzeżami. Pozostałe to wyspy koralowe, które wznoszą się niewiele ponad powierzchnię oceanu, mają wyrównaną powierzchnię. Z wysp koralowych można wymienić Amiranty, Farquhar i Aldabra. Atole koralowe nie są najczęściej zamieszkane. Na Mahé znajduje się także najwyższy szczyt kraju Morne Seychellois – 905 m n.p.m. Długość linii brzegowej wynosi 491 km.

### Klimat
Seszele leżą w strefie klimatu równikowego wilgotnego z odmianą monsunową. Średnia temperatura powietrza waha się przez cały rok od 24 °C do 30 °C. Podczas najchłodniejszych miesięcy – lipca i sierpnia temperatura spada nawet do 21 °C. Południowo-wschodni wiatr wieje regularnie od maja do listopada, czyniąc ten okres najprzyjemniejszym w roku. Cieplejsza połowa roku to okres od grudnia do kwietnia, kiedy wilgotność wzrasta do 80 procent. Najgorętsze są marzec i kwiecień, ale temperatura niezbyt często przekracza 31 stopni. Roczne opady mieszczą się w granicach od 2900 mm rocznie w Victorii do 3600 mm na zboczach górskich. Większość wysp leży na zewnątrz pasa cyklonów, więc mocne wichury są rzadkością.

### Fauna
Według badań Banku Światowego wyspy są ojczyzną co najmniej 15 gatunków ptaków, 3 ssaków, 30 gadów i płazów oraz kilkuset gatunków ślimaków, owadów, pająków i innych bezkręgowców niewystępujących nigdzie indziej. Prócz tego w wodach żyje 900 gatunków ryb, spośród których jedna trzecia jest powiązana z rafami koralowymi. Często można także spotkać żółwie lądowe i morskie.

### Flora

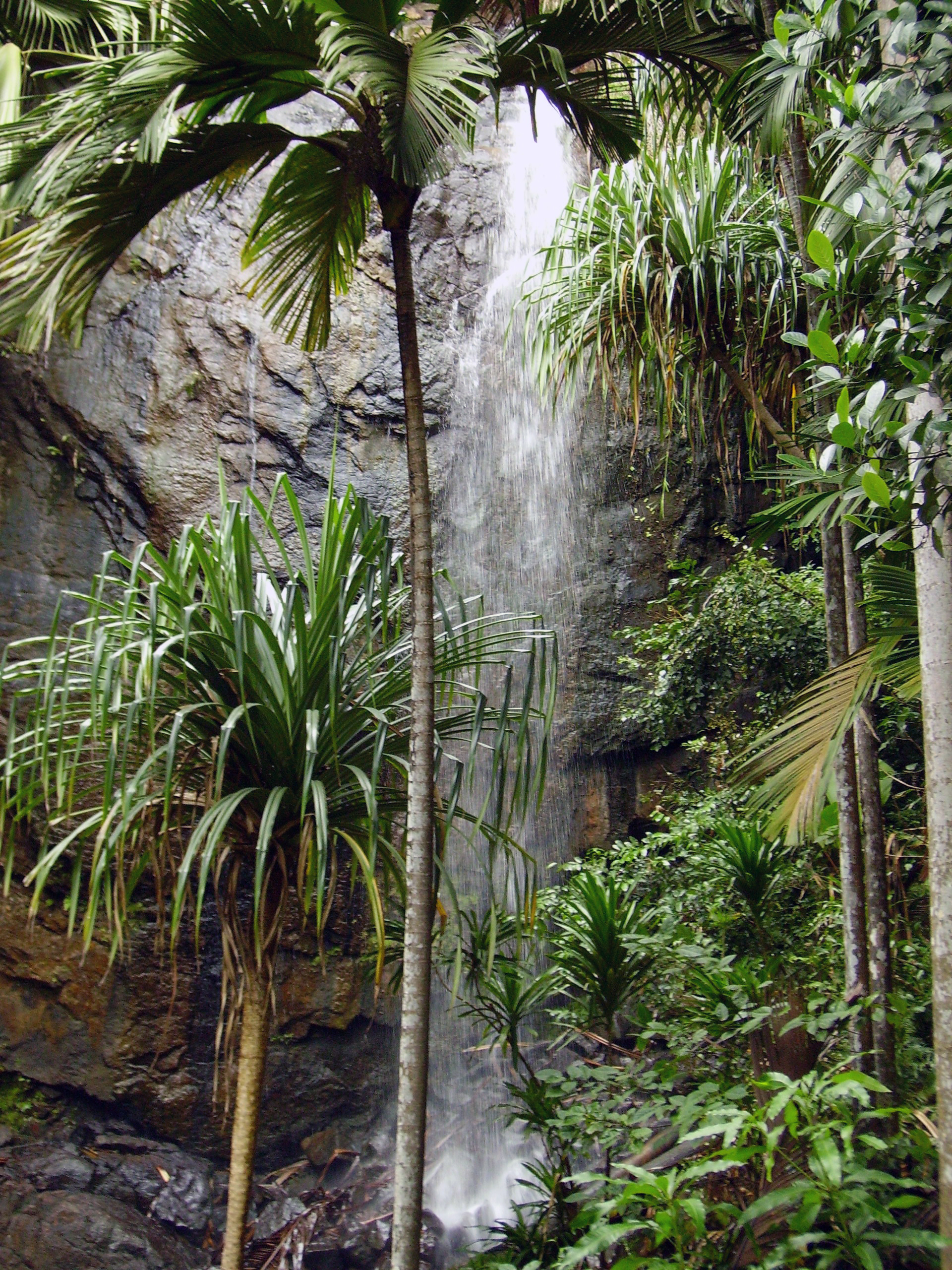
Vallee de Mai

Około 10% łącznej powierzchni archipelagu Seszeli pokrywają lasy tropikalne z licznymi
gatunkami endemicznymi. Lasy te porastają wyższe partie wysp, występują w nich cenne gatunki drzew, takie jak mahoniowiec i hebanowiec.

Na drugiej co do wielkości wyspie Seszeli, Praslin, porośniętej przez bujną roślinność, znajduje się Park Narodowy Praslin, z unikatowym rezerwatem Doliny Mai – Vallée de Mai.
Ten rezerwat o powierzchni 39 km² chroni endemiczne seszelskie gatunki fauny i flory.
Do najbardziej intrygujących endemitów należy miejscowa palma, lodoicja seszelska
(Lodoicea maldivica), która rośnie tylko na 2 wysepkach. Jest to roślina jednopienna, z charakterystycznie ukształtowanym owocem zawierającym najcięższe na świecie nasienie, którego waga dochodzi nawet do 25 kg. Jego kształt przypomina ogromną bułkę z przedziałkiem o średnicy 0,5 m. W odróżnieniu od owocu palmy kokosowej lodoicja nie mogła się rozprzestrzeniać, ponieważ jej ciężki
owoc tonie. Niektóre owoce z prądem morskim dostawały się na Malediwy, ale tylko dlatego, że były puste w środku, a przez to nie mogły wykiełkować.

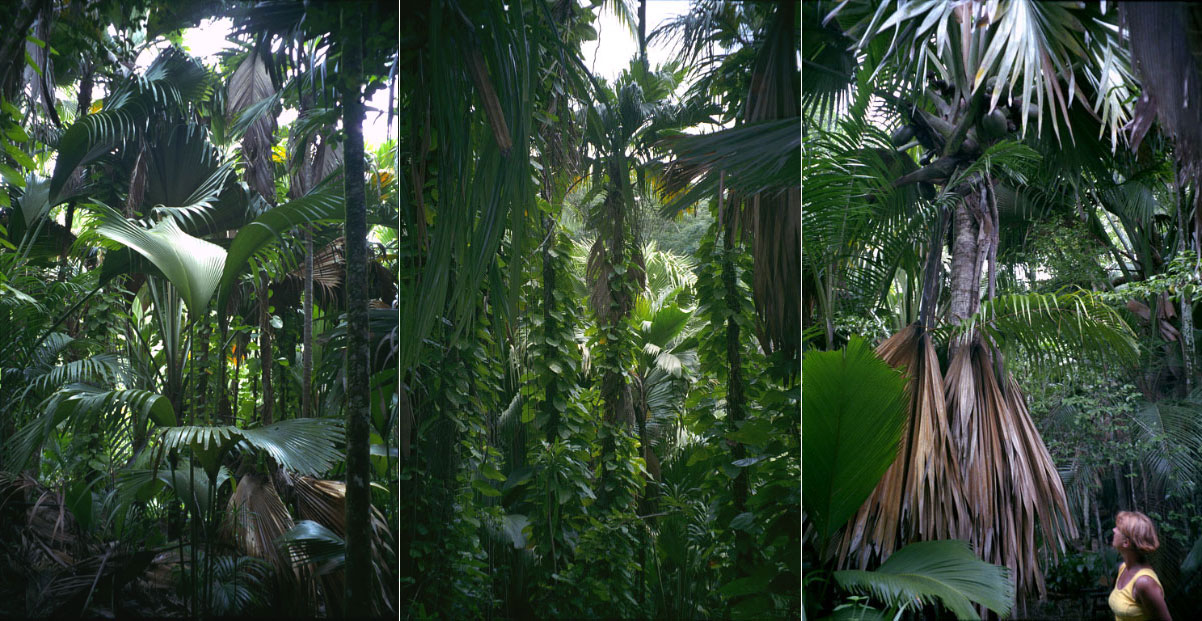
W Rezerwacie Vallée de Mai, wyspa Praslin

## Gospodarka

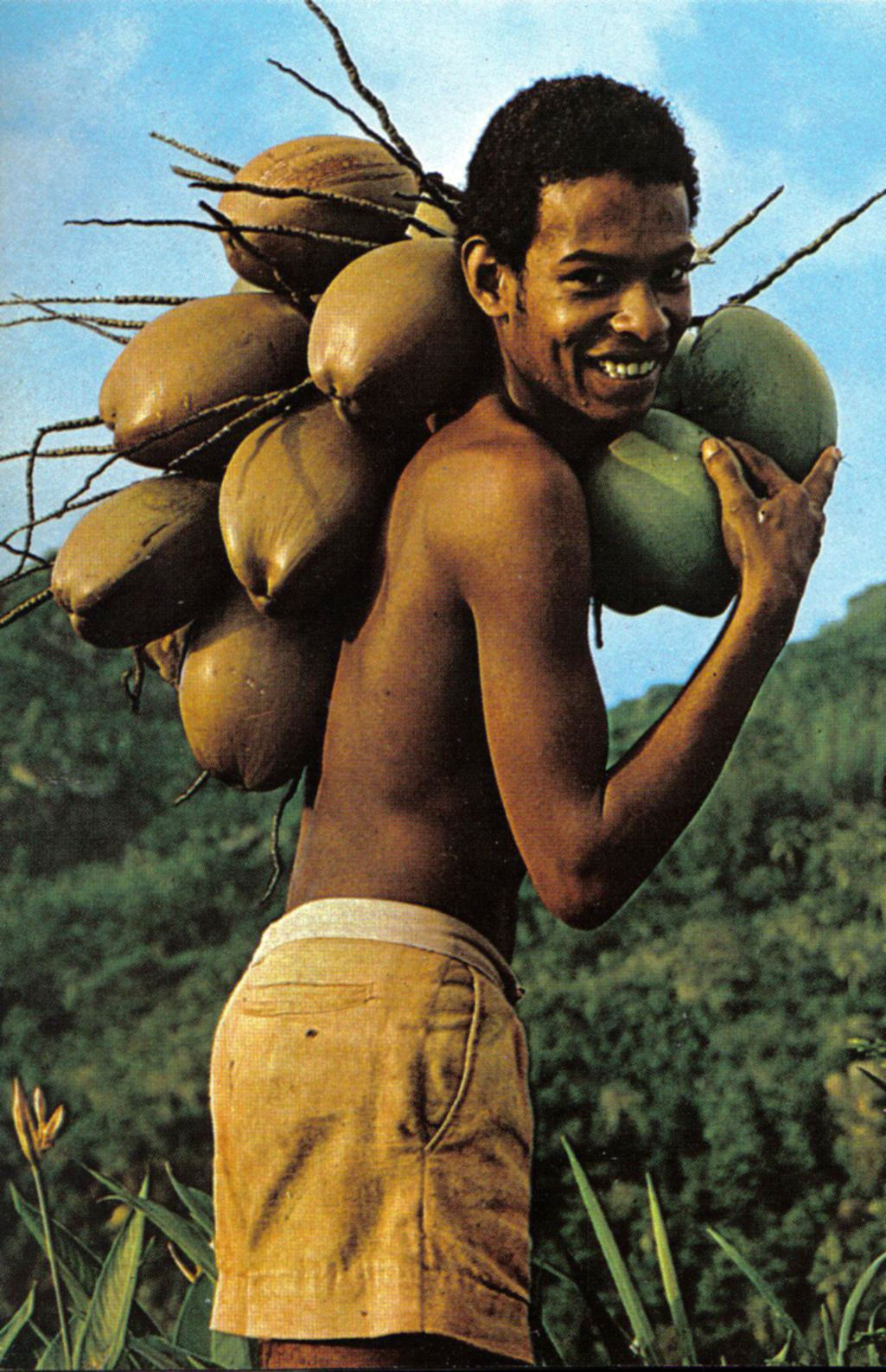
Seszelczyk ze zbiorem orzechów kokosowych

Podstawą gospodarki Seszeli jest turystyka, która rozwinęła się w latach 70., kiedy oddano do użytku nowoczesne hotele, kąpieliska i przede wszystkim międzynarodowe lotnisko. Obecnie turystyka zapewnia zatrudnienie 30% czynnych zawodowo i przynosi ok. 70% wpływów do budżetu. Większość ludności (71%) pracuje w usługach, przemysł daje zatrudnienie 19% mieszkańców, rolnictwo jedynie 10%.
Wiele artykułów rolnych musi być importowanych, ponieważ potrzeby żywieniowe mieszkańców nie mogą być zaspokojone przez krajową produkcję. Eksportuje się wanilię (4. miejsce w Afryce), tytoń, cynamon, goździki (7. miejsce na świecie), guano (4.) oraz orzechy kokosowe. Przemysł ogranicza się do przetwórstwa płodów rolnych i produkcji znanych seszelskich konserw z tuńczyka.
Seszele osiągają najwyższy po Mauritiusie wskaźnik PNB na jednego mieszkańca w Afryce: 7800 USD. Główni partnerzy handlowi to RPA, USA, Wielka Brytania, Francja, Japonia i Singapur.
Struktura PKB: usługi 66,4%, przemysł 30,4%, rolnictwo 3,2%. Spośród całej powierzchni kraju 2,22% to grunty orne, 13,33% stałe uprawy (2001).

### Emisja gazów cieplarnianych
Emisja równoważnika dwutlenku węgla z Seszeli wyniosła w 1990 roku 0,330 Mt, z czego 0,288 Mt stanowiła emisja dwutlenku węgla, na drugim miejscu był metan, a na trzecim podtlenek azotu. W przeliczeniu na mieszkańca emisja wyniosła wówczas 4,072 t dwutlenku węgla, a w przeliczeniu na tysiąc dolarów amerykańskich PKB – 291 kg. Od tego czasu emisje dwutlenku regularnie rosną, przy czym maksimum osiągnęły w 2012. Szczególnie duży wzrost emisji dotyczy energetyki i transportu. W 2018 emisja dwutlenku węgla pochodzenia kopalnego wyniosła 0,980 Mt, a w przeliczeniu na mieszkańca wyniosła 10,291 t i w przeliczeniu na tysiąc dolarów PKB – 373 kg.

## Demografia

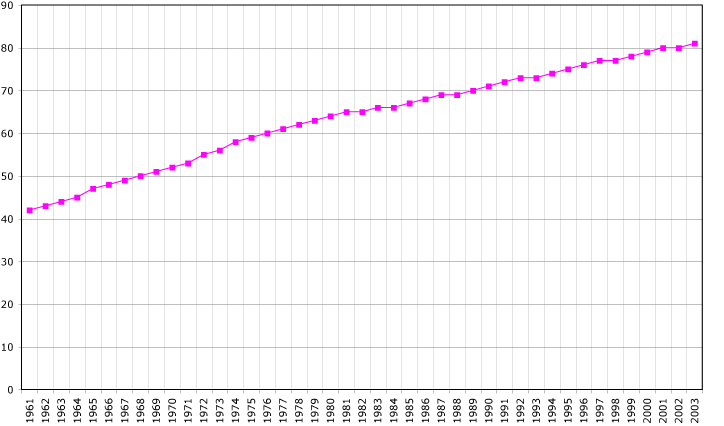
Zmiana liczby ludności Seszeli

Na ludność Seszeli składają się głównie Kreole – potomkowie kolonistów francuskich, władający dialektem kreolskim, którzy stanowią 89% ludności. Pozostałe grupy etniczne to Hindusi – 5%, Malgasze (rdzenna ludność Madagaskaru) i inni po 3%. Prawie 90% ludności zamieszkuje wyspę Mahé. Ludność miejska stanowi 47% ogółu mieszkańców. Średnia długość życia wynosi 71 lat (77 kobiety, 66 mężczyźni). Średni wiek to 27,7 lat; mężczyźni 26,6; kobiety 28,8. Dzieci poniżej 15 roku życia stanowią 26,4% mieszkańców. Średni roczny przyrost ludności wynosi 0,43%.
Główne miasta Seszeli (tys. mieszk.):
- Victoria – 25
- Anse Boileau – 4
- Anse Royale – 4
- Cascade – 3

Religia

Struktura religijna kraju w 2010 roku według Pew Research Center:
- katolicyzm: 83%  Osobny artykuł: Diecezja Port Victoria.
- protestantyzm: 10% (gł. anglikanie, zielonoświątkowcy i adwentyści dnia siódmego)
- brak religii: 2,1%
- hinduizm: 2,1%
- islam: 1,1%
- inni chrześcijanie: 1%  Osobny artykuł: Świadkowie Jehowy na Seszelach.
- inne religie: 0,7%.

## Komunikacja
W użyciu znajduje się 21 700 linii telefonicznych (2002), liczba telefonów komórkowych to 54,5 tys. (2003). Na Seszelach nadają cztery stacje radiowe: jedna AM, jedna FM i dwie na falach krótkich (1998). Działają dwie stacje telewizyjne (plus 9 przekaźników) (1997), dostawą Internetu zajmują się dwie firmy (2000), obsługujące 11 700 użytkowników (2002). Seszele nie posiadają linii kolejowych, zaś długość dróg to 373 km, w tym utwardzone: 315 km, nieubite: 58 km. Flotę stanowi 5 statków, w tym 2 cargo i 3 tankowce. W kraju znajduje się 15 lotnisk spośród których 8 to lotniska z utwardzonymi pasami (2005).

## Obrona
Kraj posiada cztery typy sił obrony kraju: wojsko, straż przybrzeżną, jednostkę ochrony prezydenta i policję. Potencjalna siła militarna to 23 444 osób (2003). Mężczyźni gotowi do służby wojskowej: 11 639 (2003). Na obronę kraju wydawanych jest 12,8 mln dolarów, co stanowi 1,8% PKB.

## Kultura
Muzyka ludowa łączy w sobie wielotorowe wpływy synkretycznej mody, włączając w to polki, mazurki, francuską muzykę ludową i popularną, sega, taarab, soukos i inne rodzaje muzyki afrykańskiej, a także polinezyjskiej i indyjskiej.
Na Seszelach mieszka kilku znanych malarzy: Michael Adams, Leon Radegonde, Gerard Devoud, Marc Duc.
Święta:
- 18 czerwca – Święto Narodowe
- 29 czerwca – Dzień Niepodległości
- 10 grudnia – Dzień Wolności

Stałe imprezy:
- kwiecień – Narodowe Zawody Wędkarskie
- sierpień/wrzesień – Regaty Round Table Beau Vallon
- wrzesień – Coroczne Regaty La Digue
- październik – Festiwal Kreolski
- listopad – SUBIOS (festiwal poświęcony podwodnemu światu Seszeli)

## Galeria

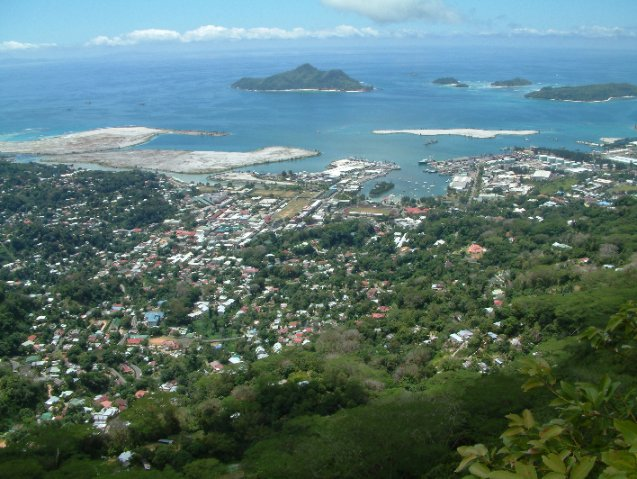
Victoria
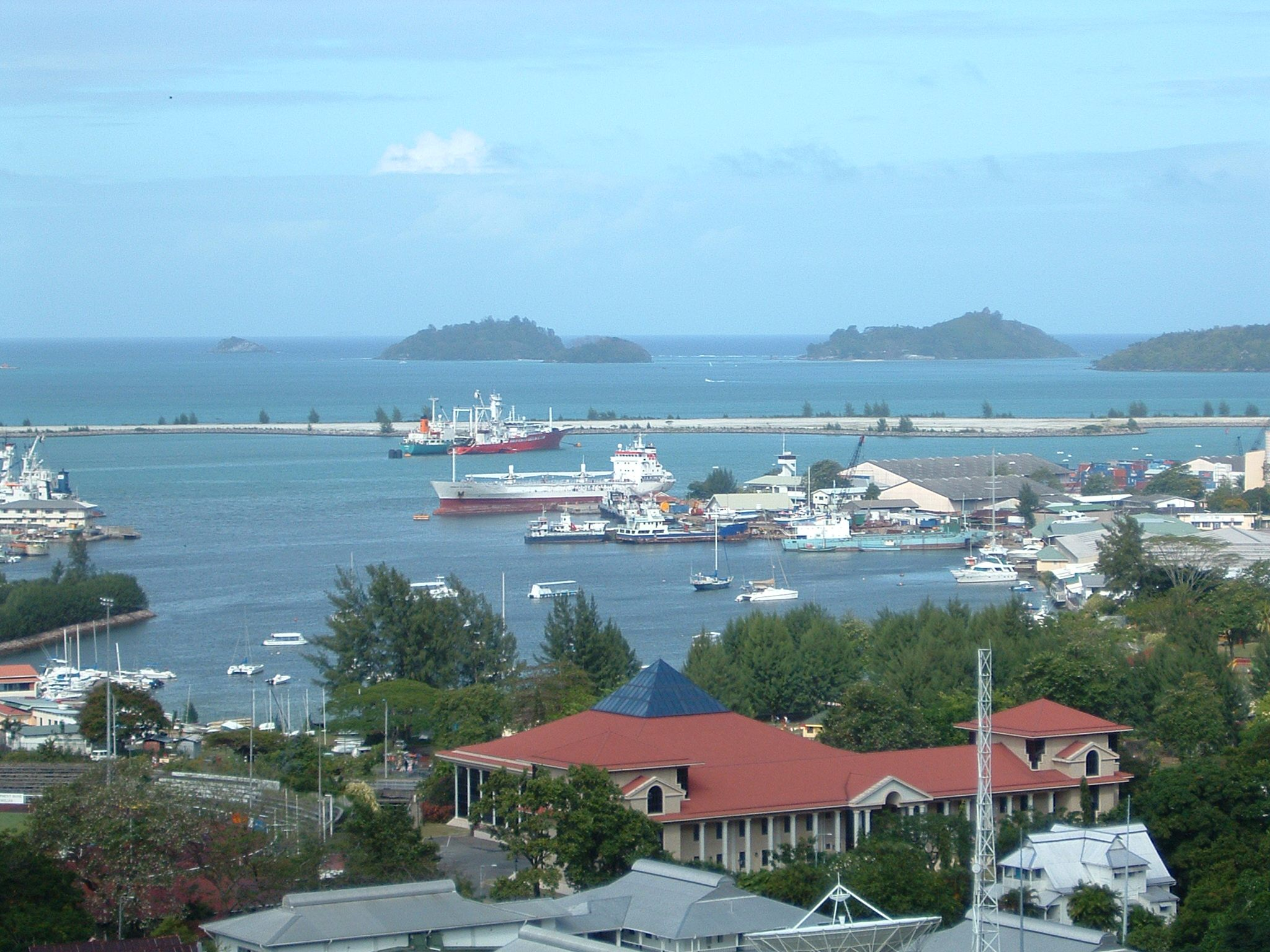
Port w Victorii
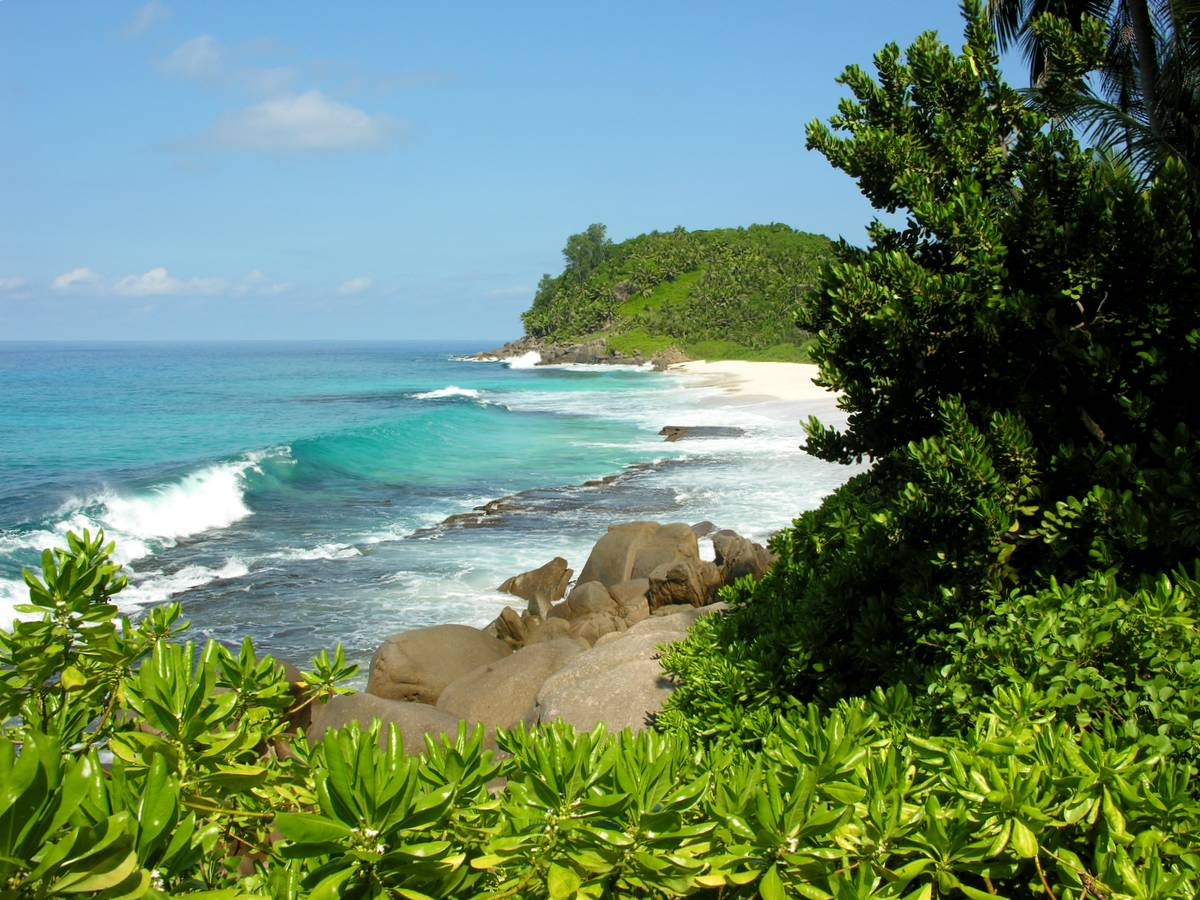
Wyspa Mahé
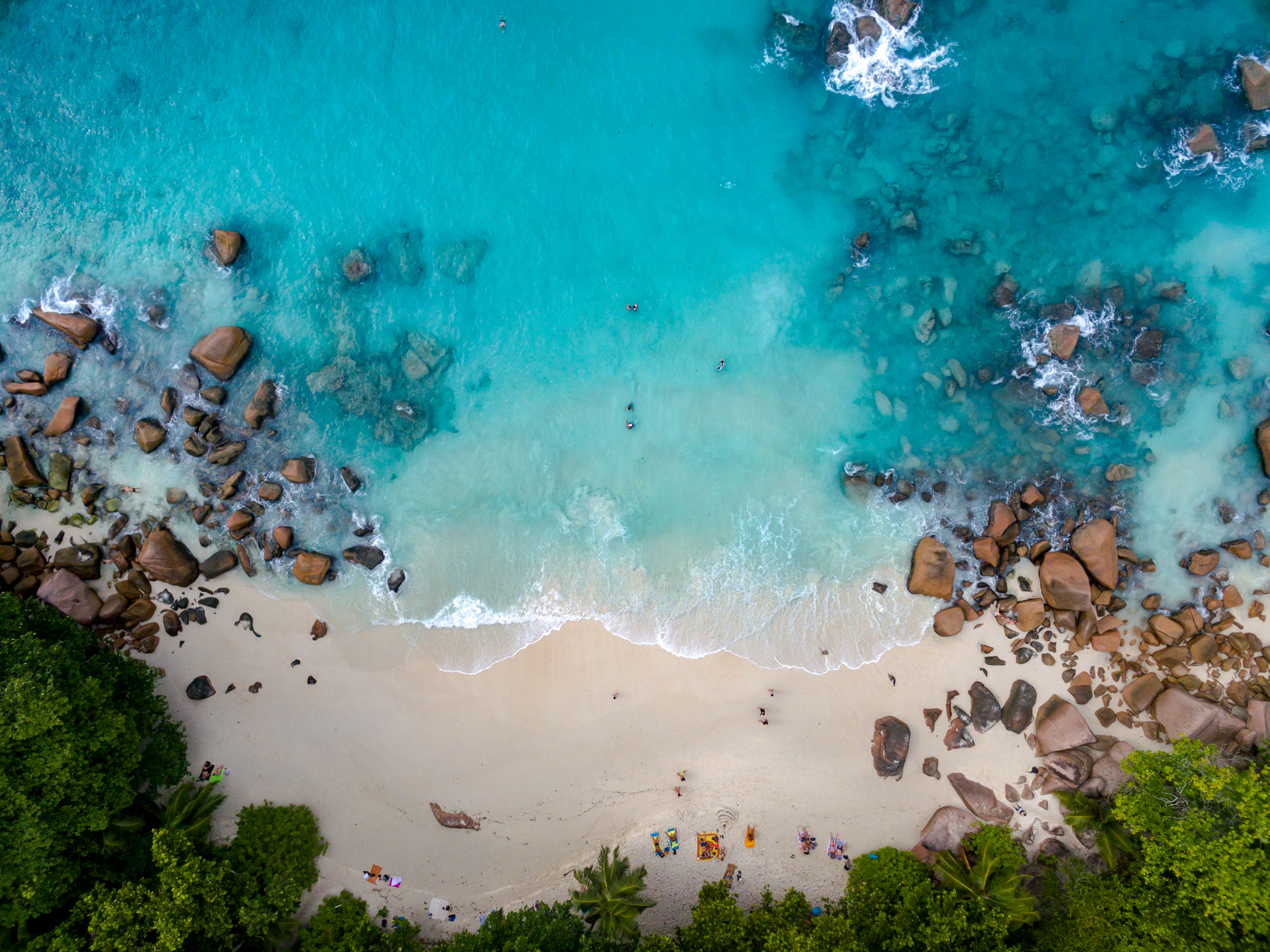
Anse Lazio (wyspa Praslin)
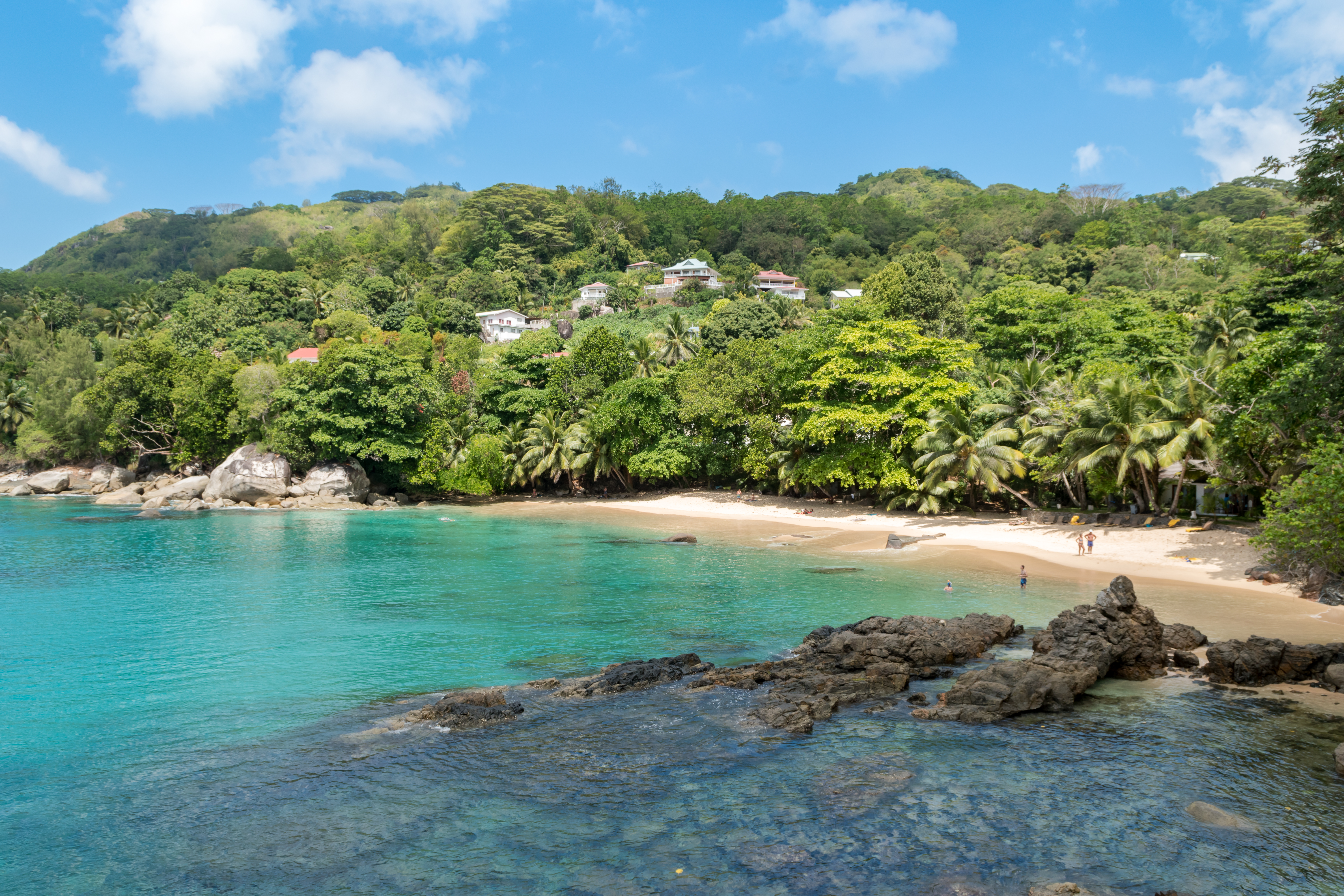
Wyspa Mahé
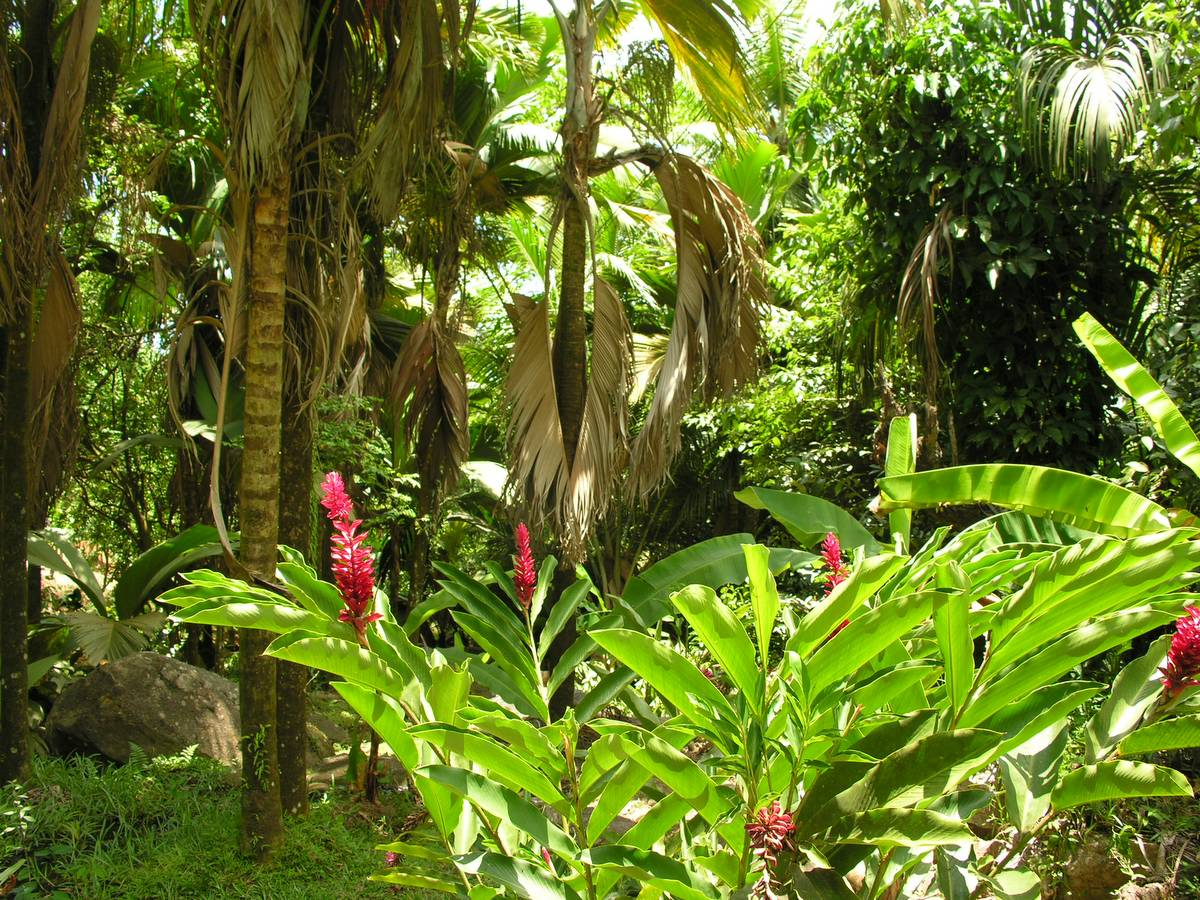
Wyspa Mahé
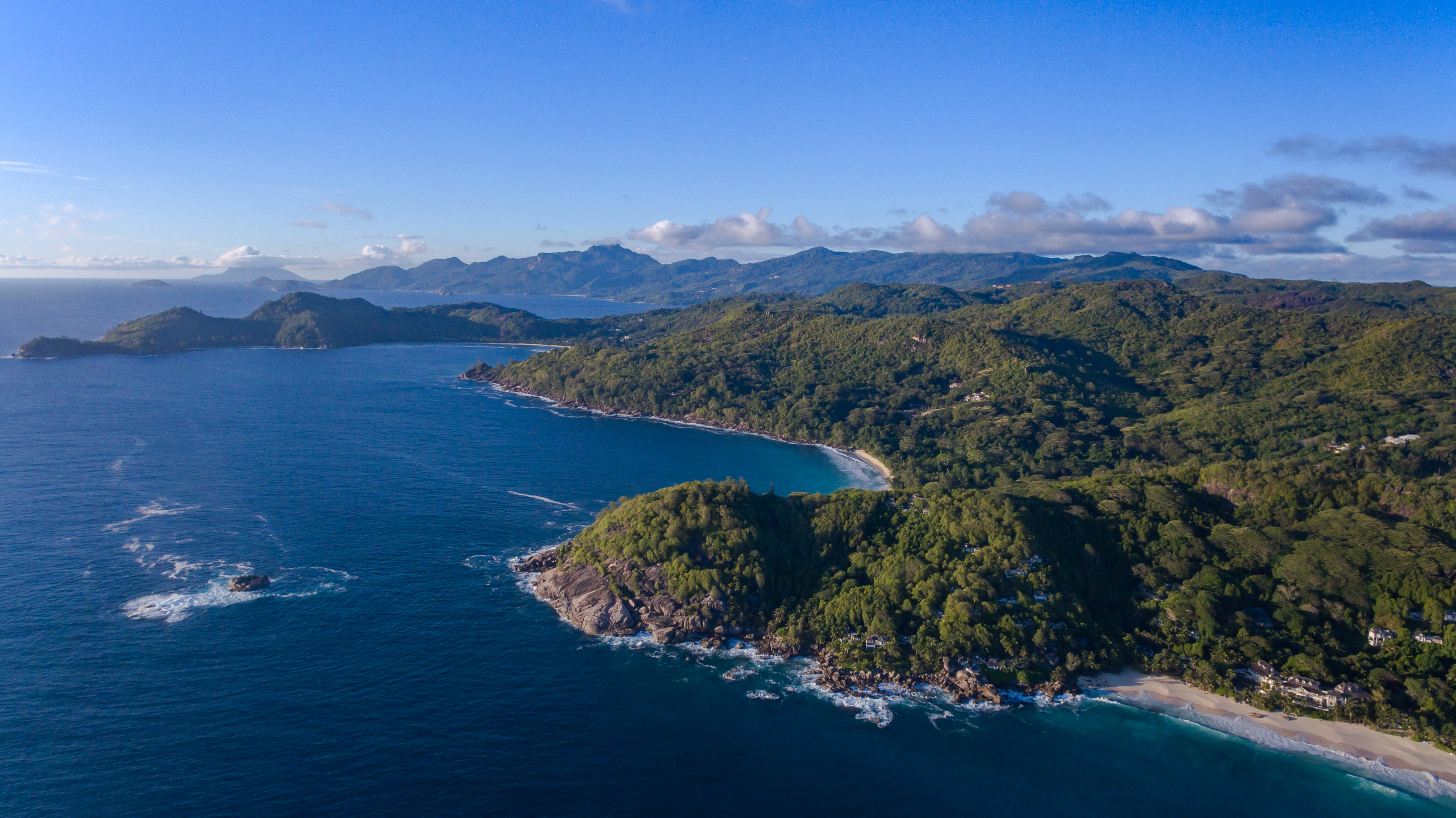
Wyspa Mahé
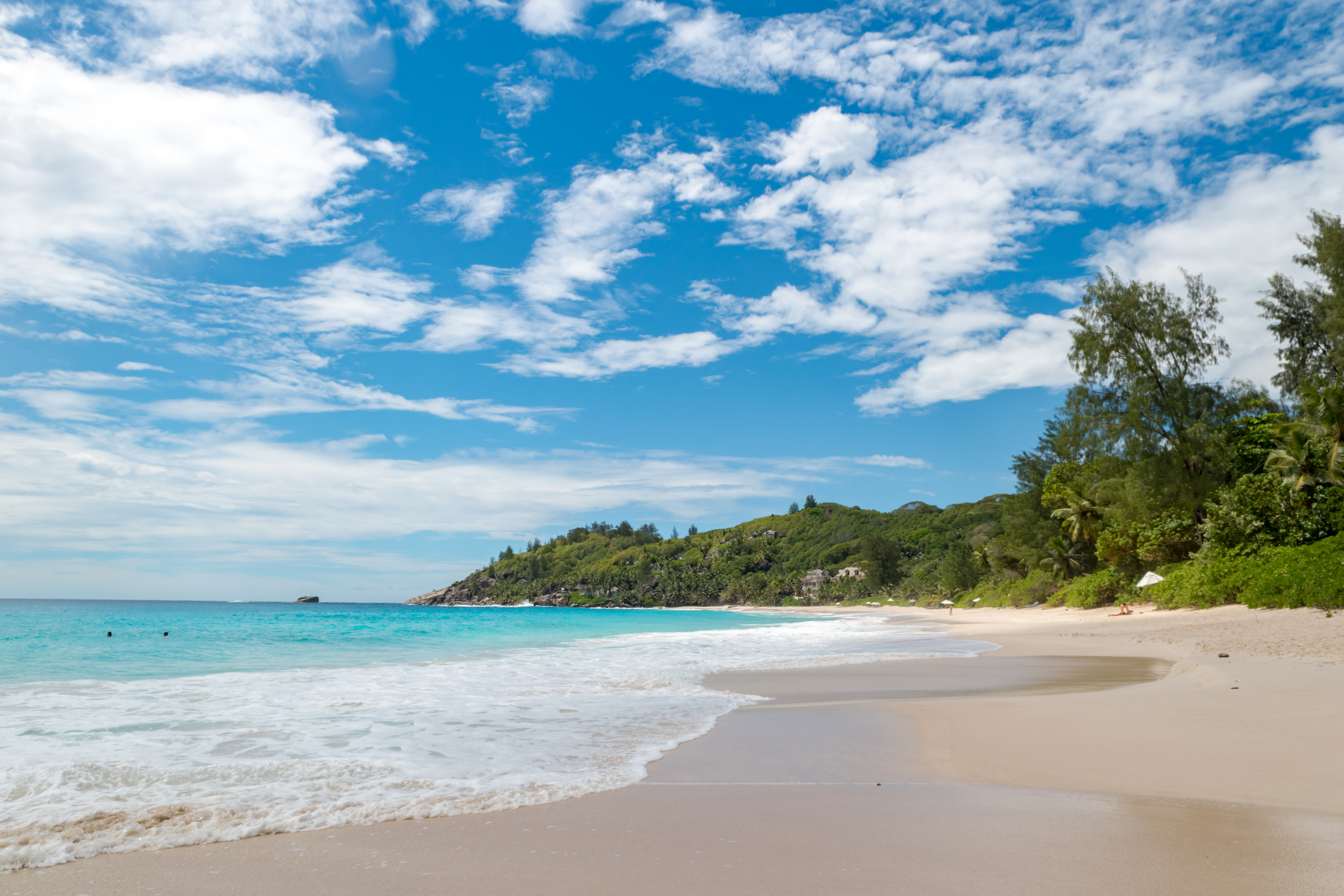
Wyspa Mahé
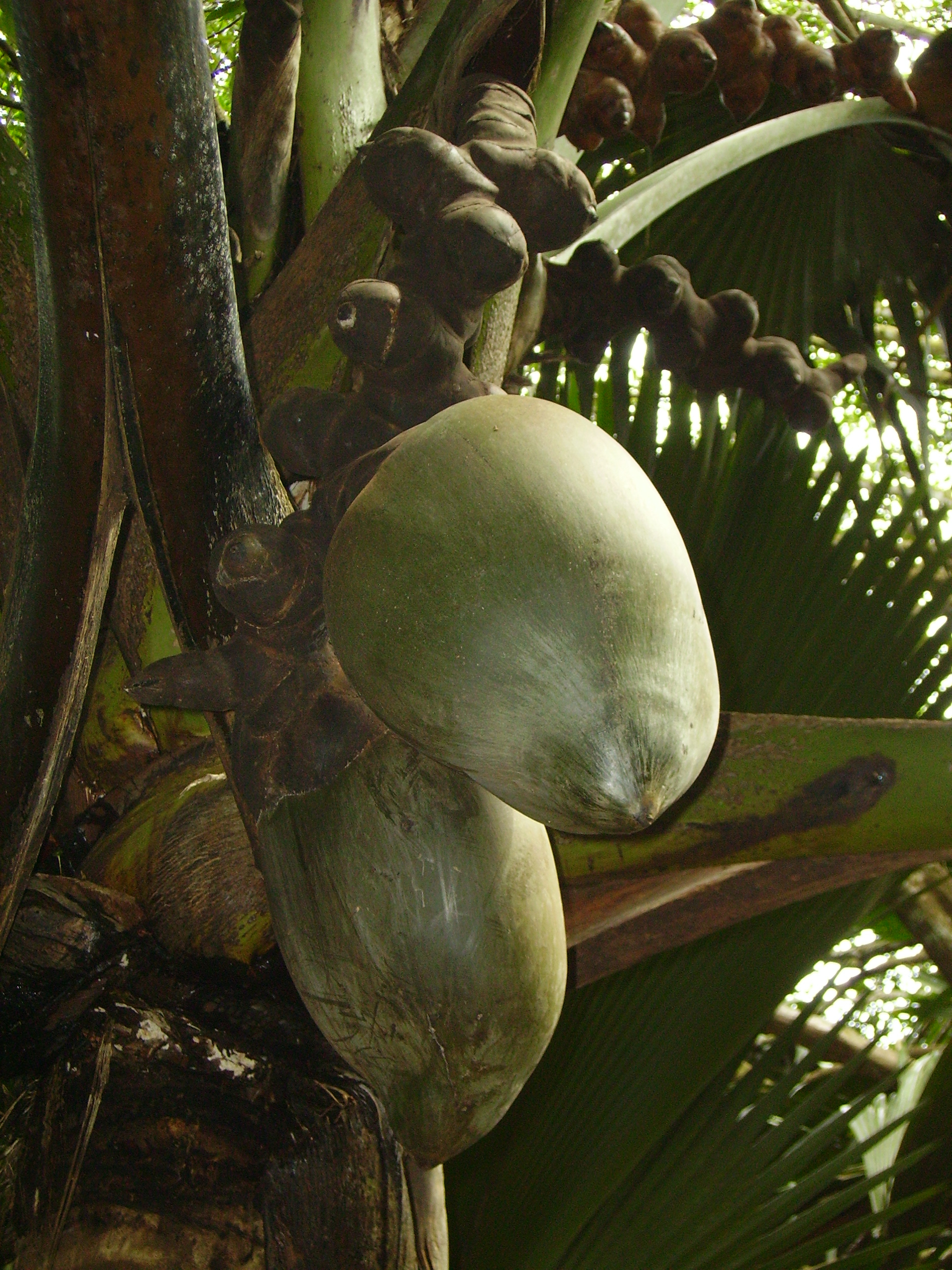
Owoc lodoicji seszelskiej (Praslin)
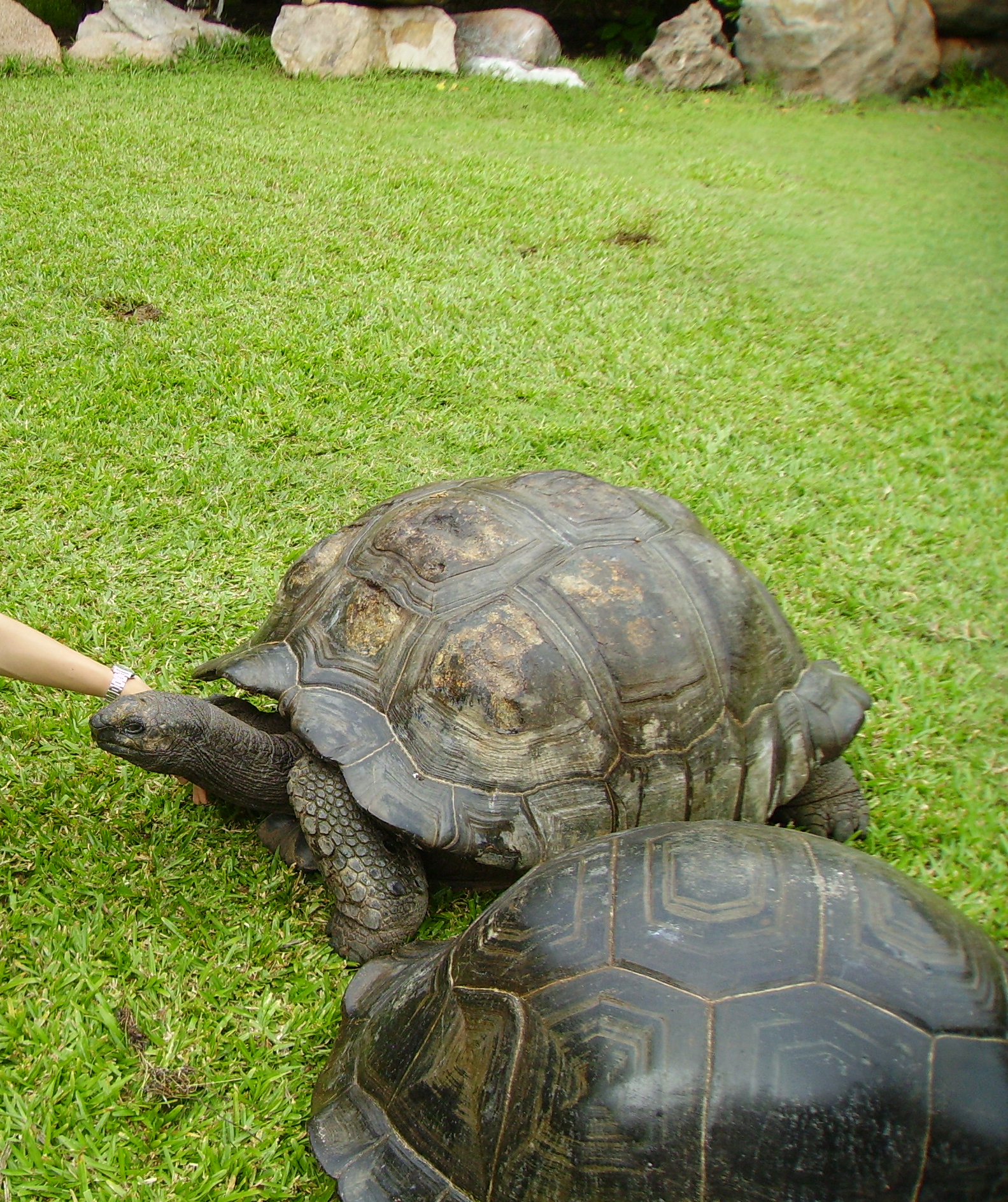
Żółwie Dipsochelys Hololissa na wyspie Cousine
Zatoka Mahe o zachodzie słońca
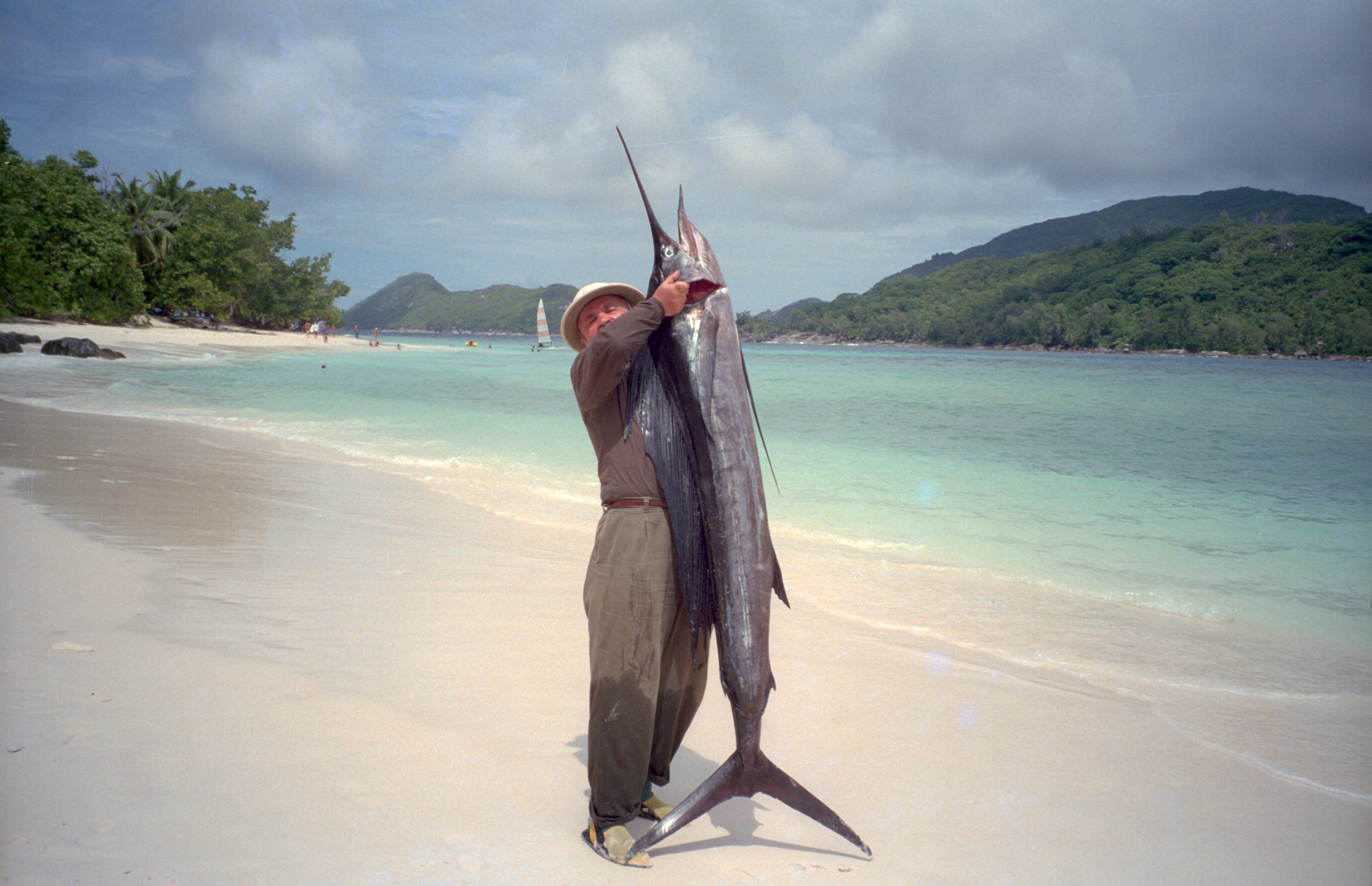
Żaglica
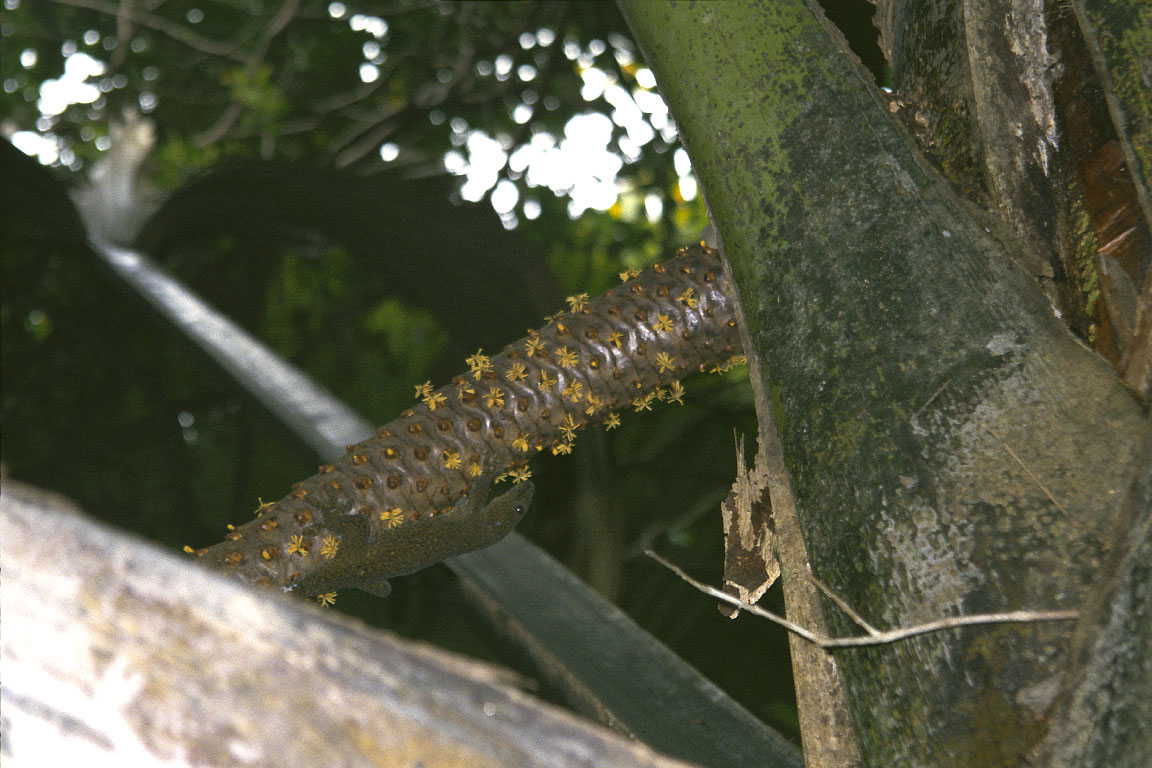
Kwiatostan męski palmy seszelskiej z gekonem (Aeluronyx sechellensis)
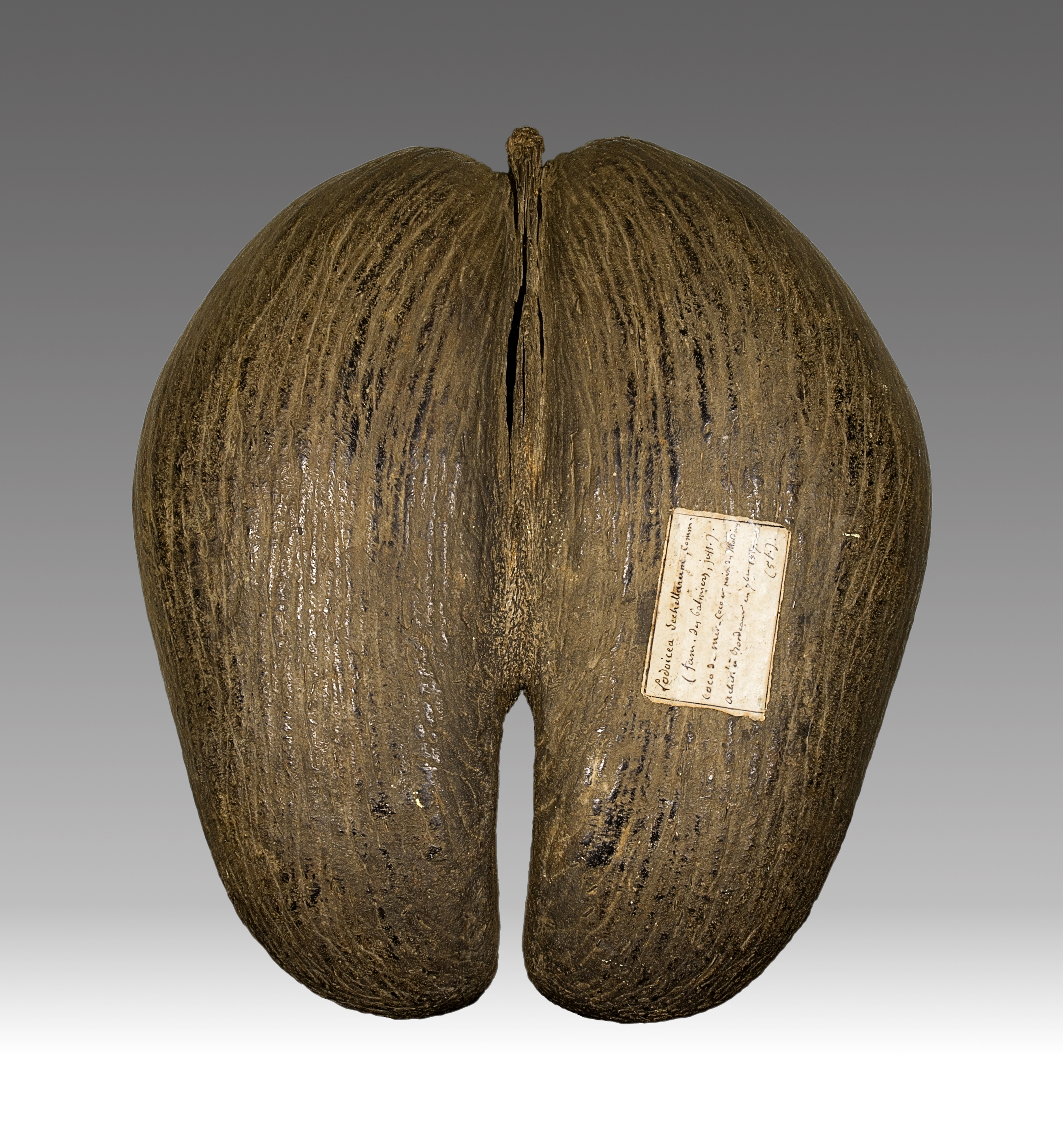
Owoc lodoicji seszelskiej